# Short track ai XXIII Giochi olimpici invernali - 5000 m staffetta maschile
La gara dei 5000 metri staffetta maschile di short track dei XXIII Giochi olimpici invernali di Pyeongchang si è svolta tra il 13 e il 22 febbraio 2018 presso l'arena del ghiaccio di Gangneung.
La squadra ungherese ha conquistato la medaglia d'oro, mentre l'argento e il bronzo sono andati rispettivamente alla squadra cinese e a quella canadese.

## Record
Prima della manifestazione il record del mondo e il record olimpico erano i seguenti:
| Record mondiale | 6'29"052 | Stati Uniti Keith Carroll J. R. Celski Thomas Hong John-Henry Krueger | 12 novembre 2017 Shanghai, Cina |
| Record olimpico | 6'42"100 | Russia Viktor An Semën Elistratov Vladimir Grigor'ev Ruslan Zacharov  | 21 febbraio 2014 Soči, Russia   |

Durante la competizione è stato battuto il seguente record:
| Data        | Evento       | Atleta                                                   | Nazione       | Tempo    | Record          |
| ----------- | ------------ | -------------------------------------------------------- | ------------- | -------- | --------------- |
| 13 febbraio | Semifinale 2 | Hwang Dae-heon Kim Do-kyoum Kwak Yoon-gy Lim Hyo-jun     | Corea del Sud | 6'34"510 | Record olimpico |
| 22 febbraio | Finale A     | Shaoang Liu Shaolin Sándor Liu Viktor Knoch Csaba Burján | Ungheria      | 6'31"971 | Record olimpico |

## Risultati

### Semifinali
Semifinale 1
| Pos. | Nazione     | Atlete                                                                       | Tempo    | Note |
| ---- | ----------- | ---------------------------------------------------------------------------- | -------- | ---- |
| 1    | Cina        | Wu Dajing Han Tianyu Ren Ziwei Xu Hongzhi                                    | 6'36"605 | QA   |
| 2    | Canada      | Samuel Girard Charles Hamelin Charle Cournoyer Pascal Dion                   | 6'41"042 | QA   |
| 3    | Kazakistan  | Denis Nikisha Nurbergen Zhumagaziyev Abzal Azhgaliyev Yerkebulan Shamukhanov | 6'47"727 | QB   |
| -    | Paesi Bassi | Sjinkie Knegt Daan Breeuwsma Itzhak de Laat Dennis Visser                    | -        | PEN  |

Semifinale 2
| Pos. | Nazione       | Atlete                                                           | Tempo    | Note |
| ---- | ------------- | ---------------------------------------------------------------- | -------- | ---- |
| 1    | Corea del Sud | Hwang Dae-heon Kim Do-kyoum Kwak Yoon-gy Lim Hyo-jun             | 6'34"510 | QA,  |
| 2    | Ungheria      | Shaoang Liu Shaolin Sándor Liu Viktor Knoch Csaba Burján         | 6'34"866 | QA   |
| 3    | Stati Uniti   | J.R. Celski John-Henry Krueger Thomas Hong Aaron Tran            | 6'36"867 | QB   |
| 4    | Giappone      | Keita Watanabe Ryosuke Sakazume Kazuki Yoshinaga Hiroki Yokoyama | 6'42"655 | QB   |

### Finali
Finale A
| Pos.    | Nazione       | Atlete                                                     | Tempo    | Note            |
| ------- | ------------- | ---------------------------------------------------------- | -------- | --------------- |
| Oro     | Ungheria      | Shaoang Liu Shaolin Sándor Liu Viktor Knoch Csaba Burján   | 6'31"971 | Record olimpico |
| Argento | Cina          | Wu Dajing Han Tianyu Xu Hongzhi Chen Dequan                | 6'32"035 |                 |
| Bronzo  | Canada        | Samuel Girard Charles Hamelin Charle Cournoyer Pascal Dion | 6'32"282 |                 |
| 4       | Corea del Sud | Seo Yi-ra Kim Do-kyoum Kwak Yoon-gy Lim Hyo-jun            | 6'42"118 |                 |

Finale B
| Pos. | Nazione     | Atlete                                                                       | Tempo    | Note |
| ---- | ----------- | ---------------------------------------------------------------------------- | -------- | ---- |
| 5    | Stati Uniti | J.R. Celski John-Henry Krueger Thomas Hong Aaron Tran                        | 6'52"708 |      |
| 6    | Kazakistan  | Denis Nikisha Nurbergen Zhumagaziyev Abzal Azhgaliyev Yerkebulan Shamukhanov | 6'52"791 |      |
| 7    | Giappone    | Keita Watanabe Ryosuke Sakazume Kazuki Yoshinaga Hiroki Yokoyama             | 7'02"554 |      |